# Indométacine
L'indométacine (anciennement orthographiée indométhacine) est un anti-inflammatoire non stéroïdien fréquemment utilisé pour réduire la fièvre, la douleur, la raideur et l'inflammation. Elle agit par inhibition de la production de prostaglandines (des molécules qui provoquent ces symptômes).

## Indications
Les indications cliniques de l'indométacine comprennent :
- la spondylarthrite ankylosante ;
- l'arthrite rhumatoïde ;
- l'ostéoarthrite ;
- l'arthrite juvénile ;
- l'arthrite psoriatique ;
- l'arthrite réactionnelle (Syndrome de Fiessinger-Leroy);
- la maladie osseuse de Paget ;
- le syndrome de Bartter ;
- la goutte ;
- la dysménorrhée ;
- la péricardite ;
- la bursite ;
- la tendinite ;
- les états fébriles ;
- les maux de tête, en particulier l'hémicrânie paroxystique chronique et les céphalées en "coups de poignard" ;
- le diabète insipide néphrogène.

L'indométacine a aussi été utilisée cliniquement pour retarder des contractions prématurées, pour réduire le liquide amniotique de l'hydramnios, et pour traiter le canal artériel.

## Mécanisme d'action
Voir l'article principal : AINS

## Effets secondaires
- agranulocytose

Voir l'article principal : AINS

## Propriétés chimiques
L'indométacine est un dérivé d'indole méthylé et un membre de la classe des acides arylalcanoïques, une subdivision des AINS. Sa formule chimique est C19H16ClNO4 et son nom chimique est  acide 1-(4-chlorobenzoyl)-5-méthoxy-2-méthyl-1-H-indole-3-acétique. Elle est légèrement soluble dans l'alcool et encore moins dans l'eau. Son pKa est de 4,5 et elle a un poids moléculaire de 357,79.

## Historique
L'indométacine a été découverte en 1963. Elle est commercialisée sous le nom de Indocid par Merck. Son mécanisme d'action a été décrit pour la première fois en 1971, de même que divers autres AINS inhibiteurs des COX.